# Amayé-sur-Orne
Amayé-sur-Orne (Ausspracheⓘ) ist eine französische Gemeinde mit 1.070 Einwohnern (Stand: 1. Januar 2022) im Département Calvados in der Region Normandie. Sie gehört zum Arrondissement Caen und zum Kanton Évrecy.

## Geografie
Amayé-sur-Orne liegt an der Orne, rund 14 Kilometer südwestlich von Caen und 6 Kilometer von Évrecy entfernt. Umgeben wird Amayé-sur-Orne im Norden und Nordosten von Feuguerolles-Bully, im Osten von Clinchamps-sur-Orne, im Südosten von Mutrécy, im Süden und Südwesten von Maizet, im Westen von Avenay sowie im Nordwesten von Vieux.

## Bevölkerungsentwicklung
| Jahr                              | 1793 | 1836 | 1876 | 1926 | 1946 | 1968 | 1990 | 2008 | 2019 |
| Einwohner                         | 483  | 421  | 392  | 281  | 246  | 257  | 722  | 1019 | 1046 |
| Quellen: Cassini, EHESS und INSEE |      |      |      |      |      |      |      |      |      |

## Sehenswürdigkeiten
- Kirche Notre-Dame
- Landhäuser aus den 18. und 19. Jahrhundert
- Lavoir (Waschhaus)